# 스타일 매거진
《스타일 매거진》은 2006년부터 2012년까지 온스타일에서 방송된 텔레비전 프로그램이다.